# Алибо, Луи
Луи́ Алибо́ (фр. Louis Alibaud) — французский разжалованый военный, известный покушением на жизнь короля Луи-Филиппа.
Алибо был объектом изучения нескольких криминологов, которые ошибочно называли его Аллибро (Louis Allibraud).

## Биография
Луи Алибо родился 2 мая 1810 года вблизи Нима.
Поступил на восемнадцатом году жизни вольноопределяющимся в один из линейных полков и сделан капралом. Разжалованный за драку в Страсбурге, он в 1834 году по собственному желанию получил отставку, вступил в телеграфную службу в Каркассоне, а затем жил в Перпиньяне и Барселоне, откуда он возвратился в Париж с намерением убить короля, желая отомстить за кровавую расправу над повстанцами в 1832 году.
26 июня 1836 года, когда король, проезжая через ворота Тюильри и кланялся ставшей в ружьё Национальной гвардии, Алибо выстрелил из ружья. Пуля пролетела возле самой головы короля, но Луи-Филипп I не пострадал.
Луи Алибо был тотчас обезврежен и арестован.
11 июля того же 1836 года, по приговору палаты пэров, Алибо был обезглавлен в столице Франции городе Париже.